# Lasse Haugaard Pedersen
Lasse Haugaard Pedersen (født 2. juni 1995) er en dansk konsulent og politiker, der er medlem af Folketinget, valgt for Socialdemokratiet i Fyns Storkreds. Han erstattede Dan Jørgensen 1. december 2024, da denne blev EU-kommissær. Han er medlem af Børne- og Undervisningsudvalget, Indenrigs-, Indfødsrets-, Ligestillings-, Miljø- og Fødevare-, Rets-, Sundheds- og Uddannelses- og Forskningsudvalget samt Tilsynet for grundlovens §71. Ved folketingsvalget i 2022 var han opstillet i alle opstillingskredse i Fyns Storkreds og prioriteret i Nyborgkredsen. Han fik 2.228 personlige stemmer og blev dermed sit partis første stedfortræder i storkredsen.